# كاستلنوداري
كاستيلنوداري هي بلدية في إقليم أود في منطقة أوكسيتانيا جنوب فرنسا. تقع في المقاطعة القديمة لوراجاي وتشتهر بكاسوليه التي تدعي أنها عاصمة العالم لهذا الطبق، وهي منتج رئيسي له.

## الجغرافيا
كاستيلنو داري هي مدينة سوقية، وعاصمة منطقة لوراجاي. تقع المدينة على بعد 50 كم جنوب شرق تولوز، حوالي منتصف الطريق بين هذه المدينة والبحر الأبيض المتوسط. وقد استخدم هذا الطريق منذ العصور الرومانية على الأقل، واليوم يمر عبره الطريق السريع (A61)، والسكك الحديدية، والروابط المائية. كاستيلنو داري هي الميناء الرئيسي لـقناة دو ميدي التي كانت تساهم في فترة من الازدهار في القرن السابع عشر عندما أصبح من السهل تصدير المنتجات الزراعية والصناعية. تعتبر "البركة الكبرى" في المدينة، التي تبلغ مساحتها 7 هكتارات، أكبر مساحة مائية مفتوحة في القناة، وهي اليوم الميناء الترفيهي الرئيسي لها. محطة كاستيلنو داري ترتبط سككياً مع تولوز وكاركاسون وناربون.

## التاريخ

### محطة رومانية
في العصور الرومانية، كانت المدينة تمثل نقطة توقف على طريق ناربون-تولوز، وكانت تعرف باسم "سوتوماجوس".

### أصل الاسم
يأتي اسم كاستيلنو داري من الأوكيتانية Castèlnòu d'Arri — الترجمة اللاتينية Castellum Novum Arri — التي تعني "قلعة أري الجديدة".

### الأحداث الرئيسية
- 1103م: أول ذكر رسمي لتسوية في كاستيلنو داري.
- 1211م: أثناء حروب الألبيجينية تم حصار سيمون دو مونتفورت إيرل ليستر الخامس في كاستيلنوداري بواسطة كونت تولوز وكونت فوا.
- 1235م: وصول محاكم التفتيش البابوية التي حاولت في البداية تحديد وملاحقة الكتّاب ولكنها فشلت بسبب تضامن سكان المدينة.
- 31 أكتوبر 1355م: خلال حرب المئة عام، تم نهب المدينة من قبل الأمير الأسود الذي كان قد سافر من بوردو ودمر المدن الأضعف في غاسكونيا ثم في لوراجاي حتى ناربون. تم نهب المدينة وقتل سكانها. لم يتم إعادة بناء أسوار المدينة إلا بعد 10 سنوات.
- 1477م: أصبحت المدينة عاصمة إمارة لوراجاي أثناء حكم لويس الحادي عشر ملك فرنسا.
- 1632م: أسِر هنري الثاني دو مونتمورنسي بالقرب من المدينة مما أدى إلى إعدامه في تولوز بناءً على أوامر الكاردينال ريشيليو.
- 15 مايو 1681م: بدء مشروع قناة دو ميدي.
- 1754م: بناء جزيرة سيبيل.
- 1814م: المارشال سول ينسحب إلى المدينة بعد معركة تولوز قبل أن يوقع استسلامه النهائي في ناروز.

## السكّان
يُطلق على سكان كاستيلنو داري اسم "تشوريان".

## المعالم
- صيدلية المستشفى (L'Apothicairerie de l'Hôpital)
- كاتدرائية سان ميشيل (La Collégiale Saint-Michel)
- قنوات سانت روش (Les Ecluses Saint-Roch)
- البركة الكبرى (Le Grand Bassin)
- سوق الحبوب (La Halle aux Grains)
- جزيرة سيبيل (L'Ile de la Cybèle)
- مطحنة كوجاريل (Le Moulin de Cugarel)
- الفيلق الأجنبي (La Légion étrangère)
- القصر الرئاسي (Le Présidial)
- كنيسة نوتردام دو بيتيه (La Chapelle Notre-Dame de Pitié)

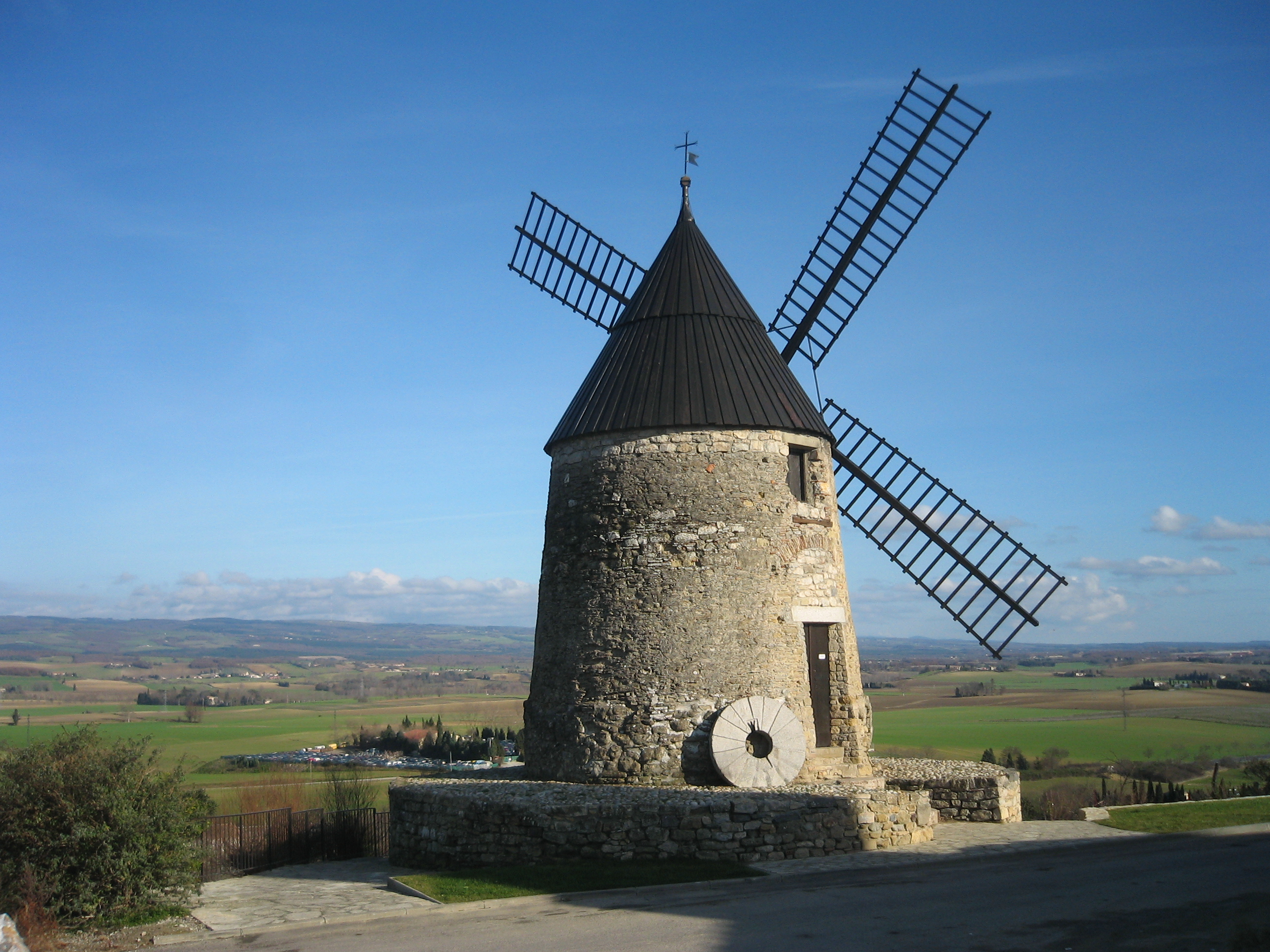
مطحنة كوجاريل
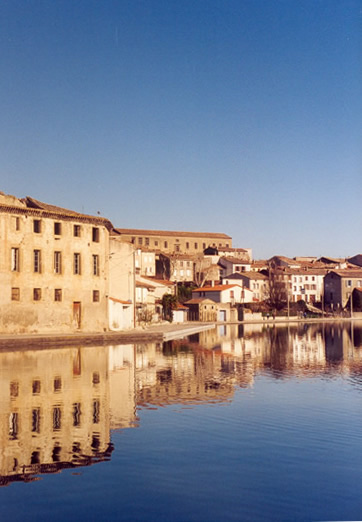
قناة دو ميدي في كاستيلنو داري

## الشخصيات
وُلد في كاستيلنو داري:
- بيير دو كاستيلنو (توفي 1208)
- بيير-جان فابر (1588-1658)، طبيب الملك لويس الثالث عشر
- فيليب دي ريجو فودرويل (1643–1725)
- جوزيف مارتن-داوش (1741–1801)، النائب الوحيد من الولايات العامة من الطبقة الثالثة الذي وقع على وثيقة "المعارضين" أثناء يمين ملعب التنس، وهو حدث رئيسي في ثورة فرنسا لعام 1789
- جان فرانسوا إيميه ديجيان (1749-1824)، ضابط جيش ووزير دولة في خدمة الجمهورية الفرنسية الأولى والإمبراطورية الفرنسية الأولى
- أنطوان-فرانسوا أندريوسي (1761–1828)
- أنطوان مارفان (1858–1942)، طبيب أطفال
- جورج كانغيلهم (1904–1995)، فيلسوف وعضو في الأكاديمية الفرنسية متخصص في فلسفة العلوم

## التعليم
- المدرسة الوطنية للطيران المدني

## القاعدة العسكرية
تمركز الفوج الرابع الأجنبي التابع للجيش الفرنسي في كاستيلنو داري منذ عام 1976، والقاعدة مفتوحة للجمهور في 30 أبريل (يوم كاميرون) وفي عيد الميلاد.

## كاسوليه
تعتبر كاستيلنو داري نفسها عاصمة العالم للكاسوليه ("العاصمة العالمية للكاسوليه")، وترتبط أسطورة غير مؤكدة بتاريخ هذه الوجبة (التي كانت تُسمى أصلاً إستوفات)، حيث يُقال إنه تم تقديمها لأول مرة إلى المدافعين عن المدينة أثناء حصار عام 1355.
المدينة هي موطن لـ الأخوية الكبرى للكاسوليه في كاستيلنو داري (La Grande Confrérie du Cassoulet de Castelnaudary)، وهي منظمة تهدف إلى الترويج والحفاظ على هذه الوجبة وتقاليدها المرتبطة بها. يُقام مهرجان سنوي للاحتفال بالكاسوليه، "مهرجان الكاسوليه", في الأسبوع الأخير من أغسطس؛ حيث تكتظ ساحة المدينة بنسخ متنوعة من الوجبة التقليدية في هذا اليوم.
النسخة المفضلة من الكاسوليه في هذه المدينة تعتمد على فاصوليا هاريكو المحلية (التي هي موضوع طلب للحصول على حالة محمية حالة محمية). كما تشمل الإوز أو بط كونفي, لحم الخنزير، ونقانق تولوز.
تستغرق النسخ التقليدية المخصصة للمزارعين وقتًا طويلًا لتحضيرها، قد تصل إلى يومين أو أكثر. وعاء الطهي التقليدي هو وعاء من الفخار يحمل اسم "كاسول".
عرض ريك ستاين كاسوليه كاستيلنو داري في حلقة من برنامجه رحلة ريك ستاين الفرنسية، وتم نشر وصفتها من قبل BBC Food.

## روابط خارجية
- كاستيلنو داري (بالفرنسية)
- سياحة كاستيلنو داري (بالفرنسية)